# George Friedrich Winckler
George Friedrich Winckler (auch Georg Friedrich Winkler; * 14. April 1704 in Dresden; † 7. September 1762 in Dresden) war ein Dresdner Baumeister des Spätbarock und Ratszimmermeister der Stadt.

## Leben
George Friedrich Winckler wurde 1704 als Sohn des Zimmermeisters George Winckler (1665–1744) und dessen Frau Anna Margaretha geb. Klos (1676–1759) geboren. Sein Vater war 1698 aus Zitzschewig bei Kötzschenbroda nach Dresden gekommen, wurde dort Oberältester der Zimmererinnung und erbaute die Kirche St. Johannis von Bad Schandau sowie den Turm der Kirche von Drebach bei Zschopau. Der Vater begutachtete zudem seit 1738 die Planung für die Laterne der Frauenkirche unter der Leitung von George Bähr. George Friedrich Winckler selbst erlangte 1729 das Dresdner Bürgerrecht und wurde nach dem Tod Bährs dessen Nachfolger im Amt des Ratszimmermeisters. Als solcher errichtete er die hölzerne Haube der Frauenkirche im Jahr 1743. Von 1750 bis 1754 errichtete er zusammen mit dem Ratsmaurermeister Johann Christoph Berger das Neustädter Rathaus am Neustädter Markt, das nach Entwürfen von Berger und nach einer Überarbeitung des Oberlandbaumeister Johann Christoph Knöffel genehmigt worden war. Darüber hinaus begutachtete er die Planung des Altstädter Rathauses und der Orgel der Frauenkirche. In seinem Werk werden vor allem konstruktive Fähigkeiten hervorgehoben.
Winckler erwarb neben mehreren Häusern in und um die Dresdner Frauengasse auch die Weingüter der Rautenberge im bei Meißen gelegenen Oberspaar. Hier übte er die Lehnherrschaft und Gerichtsbarkeit aus. Die Besitzungen in den Rautenbergen gingen nach seinem Tod auf seine Tochter Carolina Sophia Fleischer geb. Winckler (1747–1813) und nach ihr an deren Tochter Charlotte Eleonore Körner geb. Fleischer (1782–1855) über.
George Friedrich Winckler hatte mit seiner Frau Eva Dorothea geb. Leuthold (1713–1760) fünfzehn Kinder. Sein gleichnamiger Sohn George Friedrich Winckler (1736–1814) wurde ebenfalls Dresdner Ratszimmermeister. Dieser brachte von seiner Wanderschaft architektonische Anregungen aus Kopenhagen nach Dresden. Er baute vor allem Bürgerhäuser und war als Theaterzimmermeister tätig. Der gleichnamige Enkel George Friedrich Winckler (1772–1829) wurde ein bekannter Dresdner Theatermaler.
Nachdem seine Frau bei der Geburt des fünfzehnten Kindes verstorben war, heiratete Winckler 1761 Johanna Regina geb. Praetorius, die Witwe des Dresdner Ratsapothekers David Beylich. Winckler starb 1762 in Dresden.

## Werke

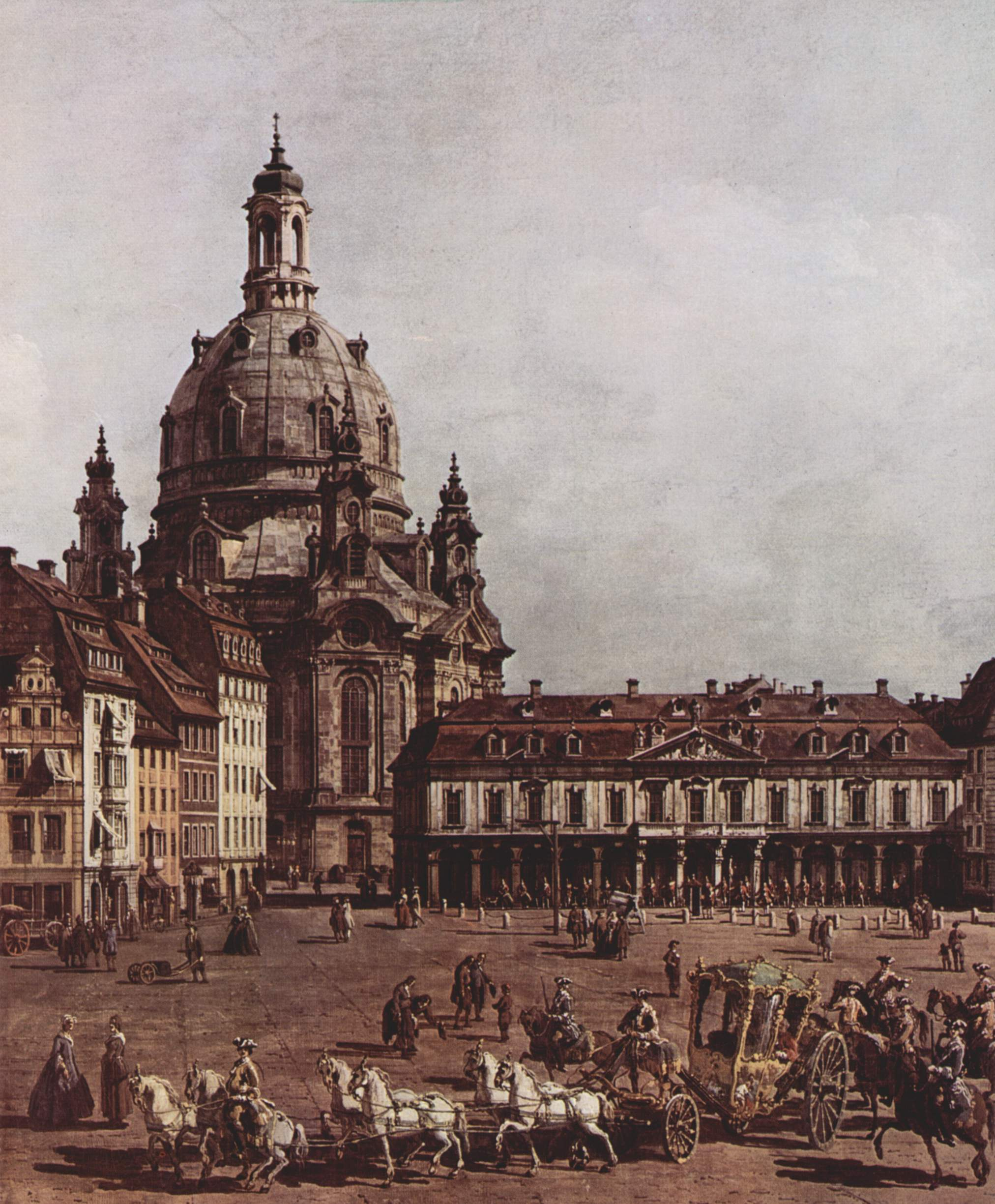
Frauenkirche
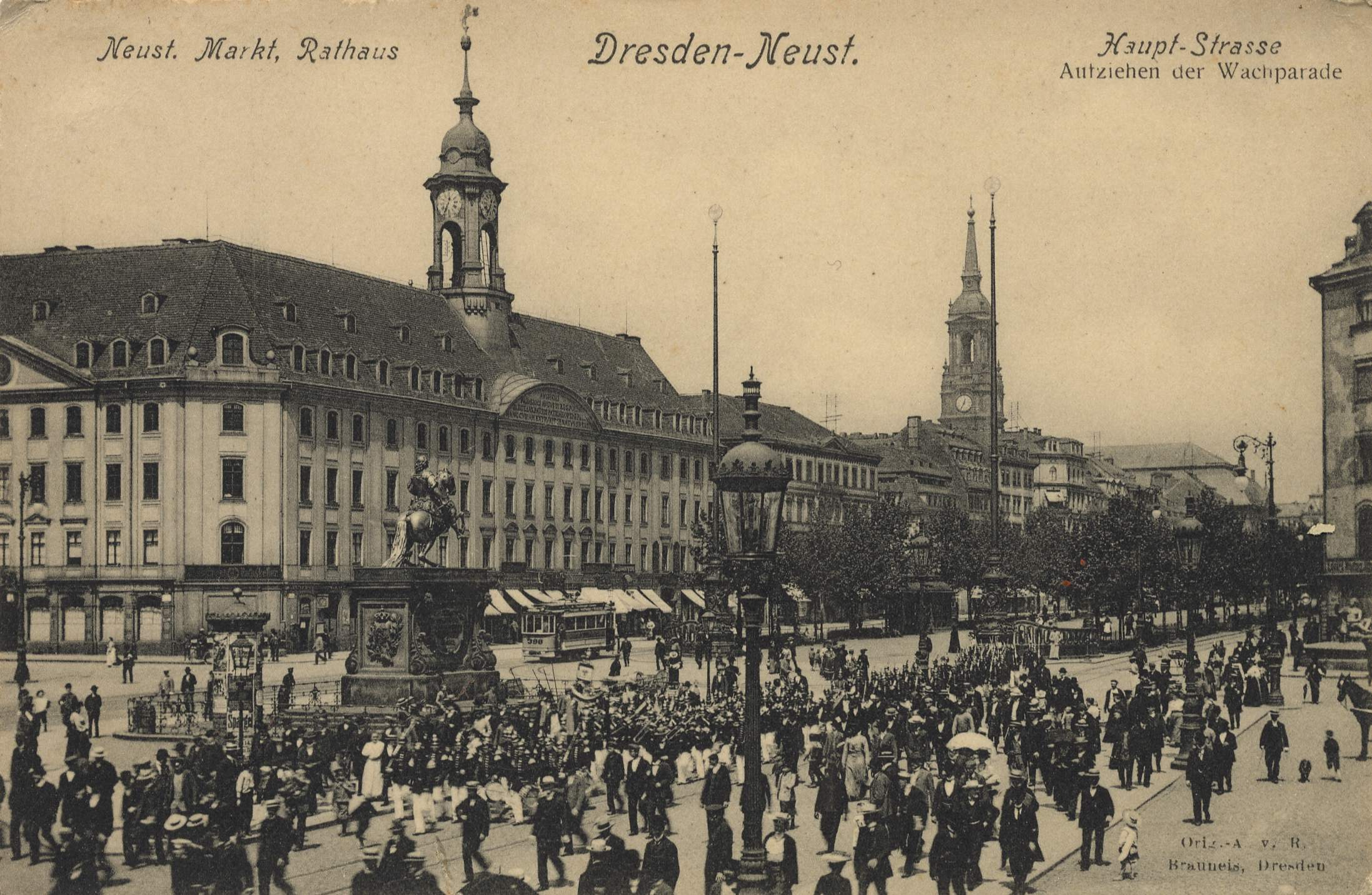
Neustädter Rathaus